# Royaume du Cambodge (1945)
9 mars 1945 – 16 octobre 1945
Entités précédentes :
- Protectorat français du Cambodge

Entités suivantes :
- Protectorat français du Cambodge

À la mi-1941, les Japonais envahissent le Cambodge mais autorisent l'administration de Vichy à conserver le contrôle formel du territoire. À la fin de la guerre, le Japon tenta de gagner le soutien de la population en supprimant l'ordre colonial et en poussant le Cambodge à proclamer son indépendance. Le 9 mars 1945, le roi Sihanouk proclame l'indépendance du Kampuchea (nom khmer du Cambodge) ; il est cependant rapidement mis sous la tutelle du premier ministre Son Ngoc Thanh.
L'effondrement du Japon et le retour de la France entrainent la chute de Thanh, qui sera condamné pour collaboration. Le Cambodge redevient un protectorat de l'Indochine française avec le roi Sihanouk à sa tête.
- Cet article est partiellement ou en totalité issu de l'article intitulé « Axe Rome-Berlin-Tokyo » (voir la liste des auteurs).